# Pristavica (gmina Šentjernej)
Pristavica – wieś w Słowenii, w gminie Šentjernej. W 2018 roku liczyła 31 mieszkańców.